# 强湾乡
强湾乡，是中华人民共和国甘肃省白银市白银区下辖的一个乡镇级行政单位。

## 行政区划
强湾乡下辖以下地区：
强湾新村社区、聂家窑村、白崖子村、强湾村、麦地沟村、西沟村、川口村和月亮湾村。